# Ідилія
Іди́лія (грец. εἰδύλλιον — замальовка, невелика віршова пісенька; зменш. від eidos — образ; мовою александрійських учених — поетичний твір) — одна з основних форм буколіки, невеликий, переважно віршовий твір, у якому поетизується сільське життя.

## Історія жанру
Назву запровадив давньогрецький поет Теокріт (3 ст. до н. е.), написавши збірку «Ідилія» — переважно гекзаметрами. Його ліричний герой — представник пастушого простолюду — контрастував із зіпсованим мешканцем міста, характеризується надмірною чутливістю та статечністю. Традицію Теокріта продовжили в тогочасній Греції поети Мосх та Біон (2 ст. до н. е.), в Римі — Вергілій, Кальпурній (1 століття до н.е), Немесіан (3 століття н. е.).
В новоєвропейській літературі ідилія поширилася завдяки руссоїстській концепції «повернення до природи», особливо після появи «Ідилій» Геснера у 1756. Основні мотиви — безтурботне, щасливе життя дітей на землі, їхнє гармонійне світовідчування.
В українській поезії першим до цього жанру звернувся Л. Боровиковський («Подражаніє Горацію»), відтоді він викликав інтерес не тільки ліриків, а й прозаїків та драматургів:
Верби гойдались над ставом і тихо дзвонили в повітрі.
М'яко котили хвилі над полем у злотому морі,
Коник дзюрчав у волошках, і сивий старенький корівник: Десь на леваді в сопілку, пасучи корову, дударив.
Раптом прийшло, зашуміло, мов буря осіння у пущі,
Й птиця, жар-птиця залізна майнула… Ревіли корови,
Плакали верби і вже не дзвонили в повітрі,
Плакало лунко сопілка — в сумі сивенький дударик (О. Влизько).